# 周駿鳴
周駿鳴（1902年—2003年11月9日），原名周卯中，河南确山县石滚河乡焦老庄人。1933年加入中国共产党。

## 生平
1919年加入冯玉祥部西北军，参加了北伐战争，后在国民党第二十六路军任营长。1931年12月参加宁都起义，加入中国工农红军，曾在红五军团任团长，1932年初回原籍开展工作，领导确山农民暴动。
之后，任中共确山县委书记、河南省军委书记。曾于1935年被逮捕，出狱后组织游击队，并担任中共鄂豫边区省委委员，坚持了鄂豫边游击战争。
卢沟桥抗战爆发后，任豫南抗日独立团团长，新四军第4支队8团团长，第5支队副司令员。皖南事变后，任新四军第2师参谋长。参与指挥半塔保卫战、古城集战斗、程道口战役。1942年入延安中央党校学习。
第二次国共内战时期，任华中野战军第二师兼淮南军区司令员、华东军区副参谋长兼后勤司令部司令员、第三野战军暨华东军区副参谋长。
中华人民共和国成立后，1954年因被捕问题退出军队，任水利部副部长。1958年任林业部副部长，后于1960年遭降级任黑龙江省畜牧厅、农业厅副厅长。
文化大革命中受到迫害，1978年平反后，当选河南省政协副主席。1991年离休，2000年中共中央批准其享受省长级待遇。
中共第七、八次全国代表大会代表，第三、四届全国政协委员。
2003年11月9日，在郑州逝世。